# 山田勝己
山田勝己（日语：／ Yamada Katsumi，1965年10月22日—），日本兵庫縣加古郡播磨町人，身高175公分，體重75公斤。職業是鐵工廠社長。他是日本的體能競賽明星，名列TBS電視台所製作的極限體能王SASUKE節目的極限體能王全明星中的一員。並曾參加三分鐘伏地挺身比賽日本全國大會亞軍。

## 人物
1996年，山田勝己參加挑戰冠軍王節目中的三分鐘伏地挺身大賽全國總決賽，獲得亞軍。因為這次優秀的表現，從極限體能王第1回大會起便一直受邀參加，屢創佳績。原本從事瓦斯桶配送服務，後來則是在妻子娘家的鐵工廠當臨時工，現升為社長。他在家人反對之下，持續參加極限體能王。
山田以鮮明的性格受到觀眾的喜愛。他擁有強健的體能，精神力卻較為薄弱，經常因為患得患失而用光時間或者犯規出局。然而他賭上人生來挑戰極限體能王的執念，以及悲劇性的屢戰屢敗，都為他帶來極高的人氣。第二位完全制霸者長野誠，最初也是因為仰慕山田勝己所以才來參賽。近年來山田勝已經常擔任廣告代言人，或者參加特別企劃活動，在不同領域有活躍的表現。
他的暱稱有：Mr. SASUKE（極限體能王先生）、大阪的終結者、山田人生劇場、職業SASUKE、為SASUKE而生、無冠的帝王、最接近全破的男人等等。其中以Mr. SASUKE最被廣泛使用。

## 特徵
山田勝己在第3回大會闖進最終舞台，在限制時間結束時，以距離終點30公分的些微差距飲恨。因此當時被稱為「最接近全破的男人」，從此受到觀眾的注目。
他對上半身肌肉的鍛鍊相當徹底。過去四次闖進第三舞台，有三次抵達最後的關卡地獄滑桿，就是明證。然而第二舞台是他的罩門，至第12回大會為止的統計，有半數也就是六次是在第二舞台遭到淘汰。尤其是蜘蛛步道這一關是他的大罩門，經常因為過於慎重而用光時間。
他擁有極強的肌肉力量，但相對的下盤和體能不算特別強健。從第12回大會之後，逐漸無法像之前那樣迅速通過第一舞台，也較頻繁地在關卡間休息。以上半身為鍛鍊重點的山田，如果不能闖進第三舞台，就無法發揮實力。從前第二舞台是他的罩門，但與第一舞台的時間限制奮戰則是他後期最大的課題。
山田勝己有一個特色：當極限體能王全明星選手們紛紛遭到淘汰時，他往往能夠挺身而出，有很好的表現；反之當大家都表現得很好時，山田卻很容易失常。
他的弱點是精神力量過於薄弱，患得患失，經常犯下一些不該犯的，乃至於有些愚蠢的錯誤。譬如過於謹慎而用光時間、忘記脫掉手套而被判定違規出局、花太多時間在鞋底噴止滑劑等等。他曾針對這個缺失進行特訓，第12回大會前，他到鹿兒島縣的最福寺去參加一項名為「護摩行」的修練。護摩行是在一道3公尺高的火柱前頌念不動真言（經文），持續2個小時。修練者體感溫度達到攝氏300度，普通人大多只能忍受2、3分鐘，但山田勝己卻堅持了2個小時，不到修行結束不離開火柱。（這個護摩行，知名的職業棒球選手清原和博和金本知憲都曾前來修練。）但諷刺的是，山田勝己也就是在這第12回大會的第二舞台犯下了忘記脫掉手套而被判出局的錯誤。
另外值得一提的是，山田首創用一手正握一手反握挑戰地獄滑桿的方法。雖然在第6回大會發生了跳上舞台終點又翻落到終點區外被判出局的意外，轉播員懷疑就是這樣的握桿法產生反作用力所致。但這種握法從第8回起逐漸普及，乃至於成為多數選手採用的通用辦法。

## 歷屆SASUKE大會參賽成績
粗體和★代表最優秀成績者，（ ）內的數字代表當大會的背號。
例：（1-1）前面的數字代表舞臺，後面的數字代表關卡數。○內的符號代表當大會的名次
- 第1回大會　 （92）　 2-11 五連鎚
- 第2回大會　 （91）　 2-10 蜘蛛攀爬（中途剪接）
- 第3回大會　 （89）　 Final-18 攀繩（剩約30公分）★ ①
- 第4回大會　 （100）　 3-16 巔峰戰士（2→3段的間距）⑥
- 第5回大會　 （100）　 2-08 蜘蛛步道 ②
- 第6回大會　 （99）　 3-17 地獄滑桿（已經踏上終點著陸區卻又跌出去）★ ①
- 第7回大會　 （100）　 1-07 攀繩（時間到）
- 第8回大會　 （100）　 1-05 聳立高牆（時間到）
- 第9回大會　 （99）　 2-12 芝麻開門（抵達第二道門時，時間結束）⑤
- 第10回大會　（1000） 3-17 地獄滑桿（跳躍失敗）★ ①
- 第11回大會　（100）　2-10 平衡水槽 ⑩
- 第12回大會　（98）　 2-09 蜘蛛步道（忘記脫掉手套違規）⑪
- 第14回大會　（99）　 1-05 跳躍懸吊
- 第15回大會　（99）　 1-05 十字橋（衝過後失去平衡而摔出跑道）
- 第16回大會　（99）　 1-09 攀繩（時間到）
- 第17回大會　（100）　1-08 泰山跳躍（在攀上聳立高牆的同時，時間結束）
- 第18回大會　（73）　 1-09 天羅地網（時間到）
- 第19回大會　（91）　 1-04 蜘蛛跳躍
- 第20回大會　（1999） 1-04 蜘蛛跳躍
- 第21回大會　（96）　 1-06 聳立高牆（時間到）
- 第22回大會　（81）　 1-04 蜘蛛跳躍
- 第23回大會　（71）　 1-07 滑降飛抓
- 第24回大會　（80）　 1-06 聳立高牆（時間到）
- 第26回大會　（90）　 1-04 蜘蛛跳躍
- 第27回大會　（91）　 1-06 聳立高牆（時間到）
- 第28回大會　（99）　 1-05 二連聳立高牆（翻過第一道牆時時間到）
- 第30回大會　（2934） 1-05 二連聳立高牆（畫面全剪，第二道牆時間到，外部情報）
- 第33回大會　（33）　 1-03 鈦戰機（重心不穩落下）
- 第38回大會  （98）  1-04 馴龍高手
- 第39回大會　（96）　 1-01 步步驚心（腳滑沾到水出局）
- 第40回大會　（3996）　 1-04 魚刺橋
- 第41回大會　（95）　 1-05 雙子鑽石